# Mikayil Faye
Mikayil Ngor Faye, né le 14 juillet 2004 à Sédhiou (Sénégal), est un footballeur international sénégalais qui évolue au poste de défenseur central au Stade rennais FC.

## Biographie

### En club

#### FC Diambars
Mikayil Faye est formé au FC Diambars, dans la ville de Saly, au Sénégal, en partenariat avec l’Olympique de Marseille. Alors qu'il devait rejoindre ce dernier, après de bonnes prestations avec l’équipe U17 du Sénégal, il se met à dos le club. Il est alors mis au vert et tente de signer au Dinamo Zagreb, en Prva HNL. Le FC Diambars décide alors de son côté de saisir la Fédération internationale de football association (FIFA) et d'empêcher la signature. Ils iront en Suisse pour faire appel et avoir gain de cause.

#### NK Kustošija Zagreb
Mikayil Faye est ensuite recruté par le NK Kustošija Zagreb. Le 8 mars 2023, rapidement intégré à l'effectif professionnel, il fait ses débuts en Druga HNL / 2.HNL, le championnat de Croatie de deuxième division.

#### FC Barcelona Atlètic
Le 19 juin 2023, après quatorze matchs et un but marqué, Mikayil Faye rejoint le FC Barcelona Atlètic, l'équipe réserve du FC Barcelone. Mikayil Faye signe un contrat de quatre ans à Barcelone et intègre alors l’équipe réserve. Il est convoqué avec l’équipe première, mais n'est pas encore titulaire,.

#### Stade rennais FC
Le 25 août 2024, Mikayil Faye quitte le FC Barcelone et s'engage en faveur du Stade rennais FC en paraphant un contrat de quatre ans, soit jusqu'en juin 2028,,. Le montant de son transfert est estimé à 10,3 millions d'euros avec une clause de rachat d'un montant de 25 millions d'euros pour les Blaugranes,,.
Pour sa première saison sous le maillot Rouge et Noir, l'expérience de Mikayil Faye est mitigée,,. Recruté comme potentiel titulaire, il se retrouve rapidement sur la touche, accumulant peu de minutes malgré plusieurs titularisations sous Jorge Sampaoli.

### En sélection nationale
Mikayil Faye est international avec les moins de 17 ans sénégalais. Il participe à la Coupe d'Afrique des nations en 2019, puis la même année, à la première Coupe du monde des moins de 17 ans, avec le Sénégal, qui s'est qualifié à la suite de la disqualification de l’équipe de Guinée. Titularisé durant toute la Coupe du monde des moins de 17 ans, il atteint les huitièmes de finale.
Mikayil Faye est appelé en équipe sénior par Aliou Cissé une première fois, pour remplacer Mamadou Lamine Camara. Pour deux matchs amicaux en vue d’une post-Can 2025. Le 22 mars 2024, il joue son premier match contre le Gabon et marque son premier but.

## Statistiques

### En club
| Saison                | Club                  | Championnat           | Championnat | Championnat | Championnat | Coupe(s) nationale(s) | Coupe(s) nationale(s) | Coupe(s) nationale(s) | Total | Total | Total |
| Saison                | Club                  | Division              | M.          | B.          | P.d.        | M.                    | B.                    | P.d.                  | M.    | B.    | P.d.  |
| 2022-2023             | NK Kustošija Zagreb   | Druga HNL             | 14          | 1           | 1           | -                     | -                     | -                     | 14    | 1     | 1     |
| 2023-2024             | FC Barcelona Atlètic  | Primera Federación    | 35          | 4           | 0           | -                     | -                     | -                     | 35    | 4     | 0     |
| 2024-2025             | Stade rennais FC      | Ligue 1               | 11          | 0           | 0           | 1                     | 0                     | 0                     | 12    | 0     | 0     |
| Total sur la carrière | Total sur la carrière | Total sur la carrière | 60          | 5           | 1           | 1                     | 0                     | 0                     | 61    | 5     | 1     |

### En sélection nationale
| Saison                | Sélection             | Phases finales        | Phases finales | Phases finales | Phases finales | Éliminatoires CDM | Éliminatoires CDM | Éliminatoires CDM | Matchs amicaux | Matchs amicaux | Matchs amicaux | Total | Total | Total |
| Saison                | Sélection             | Compétition           | M              | B              | Pd             | M                 | B                 | Pd                | M              | B              | Pd             | M     | B     | Pd    |
| --------------------- | --------------------- | --------------------- | -------------- | -------------- | -------------- | ----------------- | ----------------- | ----------------- | -------------- | -------------- | -------------- | ----- | ----- | ----- |
| 2023-2024             | Sénégal               | -                     | -              | -              | -              | -                 | -                 | -                 | 1              | 0              | 0              | 1     | 0     | 0     |
| Total sur la carrière | Total sur la carrière | Total sur la carrière | -              | -              | -              | -                 | -                 | -                 | 1              | 0              | 0              | 1     | 0     | 0     |

#### Matchs internationaux
Le tableau suivant liste les rencontres de l'équipe du Sénégal dans lesquelles Mikayil Faye a été sélectionné depuis le 22 mars 2024 jusqu'à présent :

#### Buts internationaux
| Buts internationaux de Mikayil Faye | Buts internationaux de Mikayil Faye | Buts internationaux de Mikayil Faye | Buts internationaux de Mikayil Faye | Buts internationaux de Mikayil Faye | Buts internationaux de Mikayil Faye | Buts internationaux de Mikayil Faye | Buts internationaux de Mikayil Faye | Buts internationaux de Mikayil Faye |
| 0                                   | Date                                | Lieu                                | Compétition                         | Résultat                            | Adversaire                          | Détail                              | Détail                              | Sél.                                |
| ----------------------------------- | ----------------------------------- | ----------------------------------- | ----------------------------------- | ----------------------------------- | ----------------------------------- | ----------------------------------- | ----------------------------------- | ----------------------------------- |
| 1er                                 | 22 mars 2024                        | Stade Léopold-Sédar-Senghor, Dakar  | Match amical                        | 3 - 0                               | Gabon                               | 44e                                 | 2 - 0                               | 1re                                 |